# Арарат (град в Армения)
Арарат (на арменски: Արարատ) е град в южна Армения, разположен в област Арарат. Населението му според преброяването през 2011 г. е 20 235 души.

## История
През 1927 г. е построен циментов завод, около него се изграждат няколко жилищни апартамента за настаняване на работниците. През 1930 г. официално селището е оформено като трудово жилищно селище, а циментовият завод дава първата си продукция през 1933 г. През 1935 г. селището се разширява с включва околните селски райони. През 1947 г. селището е наименувано на Арарат, кръстено на близките библейски планини Арарат.
Със създаването на няколко индустриални предприятия Арарат се развива като важен индустриален център в Арменска ССР, за да се превърне в селище от градски тип. Поради бързия си растеж и постепенното нарастване на населението Арарат получава статут на град през 1962 г. През 1972 г. става град на републиканско подчинение.
След независимостта на Армения, Арарат е включен в област Арарат, образувана чрез сливането на районите Масис, Арташат и Арарат на Арменска ССР, съгласно закона за административното деление на Армения от 1995 г.

## Транспорт
Градът е разположен на стратегическо място по магистрала М-2, която свързва столицата Ереван с южната част на Армения, стигайки до границата с Иран.
В града е разположена жп гара Арарат, откъдето се движат влакове до Ереван и Ерасх. През съветския период той свързва Ереван с Нахичеванската автономна република.

## Побратимени градове
- Биси Сен Жорж, Франция (от 7 август 2009 г.)[3]
- Унген, Молдова (от 25 септември 2015 г.)